# 足立寛
足立 寛（あだち かん、1842年6月14日（天保13年5月6日） - 1917年（大正6年）7月7日）は、幕末から明治にかけての医師、医学者、日本陸軍軍医、陸軍軍医学校校長。最終階級は陸軍軍医総監。字は士得。号は菊径、欲堂。妻は坪井信道の娘。

## 経歴
遠江国山名郡国本村（現・静岡県袋井市）生まれ。木村軍太郎に師事した後、緒方洪庵の適塾、福沢諭吉の書生として慶應義塾で学び、のちに塾長も務める。幕府の西洋医学校塾頭となる。1887年（明治20年）陸軍軍医学舎長となり、一等軍医正まで昇格する。陸軍省に出仕し、軍医総監、陸軍軍医学校長、慶應義塾医学所の設立に携わる。文部省医術開業試験委員長、文部省薬剤師開業試験委員長をつとめ、多忙を極める中、衛生学教程本を多数記す。
1917年7月7日、胆嚢炎のため死去。戒名は白楽山院殿静寿実得大居士。

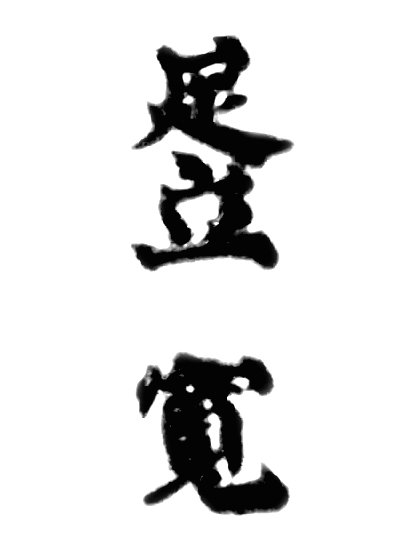
足立寛　署名

## 栄典
位階
- 1891年（明治24年）12月28日 - 従五位[2]

勲章等
- 1889年（明治22年）11月29日 - 大日本帝国憲法発布記念章[3]
- 1893年（明治26年）6月17日 - 日本赤十字社有功章[4]